# Tripoli
 Ovo je glavno značenje pojma Tripoli. Za druga značenja pogledajte Tripoli (razdvojba).
Tripoli (broj stanovnika 1,5 milijuna), arapski طرابلس, je glavni grad Libije. Grad je smješten na sjeverozapadu zemlje, na samoj granici s pustinjom, na stjenovitoj površini koja zalazi u Sredozemno more formirajući zaljev. Grad su osnovali Feničani u 7. stoljeću pr. Kr., koji su ga prvotno nazvali Oea. Položaj mu je 32°54'8" sjeverno i 13°11'9" istočno.
Tripoli je najveći grad, glavna morska luka i najveće trgovačko i proizvodno središte u Libiji. Također je sjedište vlade, kao i Al-Fateh sveučilišta. Zahvaljujući dugoj povijesti mnogo je značajnih arheoloških lokacija u gradu. Klima je tipična mediteranska, s vrućim suhim ljetima, blago hladnim zimama i osrednjim padalinama. 
Grad su bombardirale američke snage 1986. godine zbog optužbi da Libija podržava terorizam (u konkretnom slučaju Libija nije htjela predati dvojicu osumnjičenih za bombaški napad na avion u Lockerbyu). Sankcije Ujedinjenih naroda su prestale 2003. godine i poslije toga promet luke Tripoli značajno je porastao, što je pozitivno utjecalo na gradsko gospodarstvo.

## Povijest

### Osnivanje
Grad je osnovan u 7. stoljeću pr. Kr. Iz ruku feničkih osnivača prešao je u vlast Cirene, od koje su ga oteli Kartažani. Dalje je potpao pod vlast Rimljana, koji ga uključuju u svoju provinciju Afrika i daju mu ime Regija Syrtica. Početkom trećeg stoljeća poslije Krista postaje poznata kao Regija Tripolitana (uključuje tri grada Sabratu, Oeau i Leptis, koja su povezana) i dobiva status zasebne provincije, pod Septimije Severom, koji je bio porijeklom iz Leptisa. 
Kao i ostatak sjeverne Afrike, zauzimaju ga muslimani, početkom 8. stoljeća. Kao otomanska provincija (vilajet) Tripoli (uključujući zasebnu pokrajinu-sandžak Cyrenaciu) pokriva južnu obalu Sredozemlja između Tunisa i Egipta. Osim samog grada, oblast uključuje Cyrenaciu, lanac oaza u Aujila depresiji, Fezzan i oaze Ghadames i Ghat, sve to razdvojeno pješčanom i kamenitom pustom zemljom.
Godine 1510. zauzima ga Don Pedro Navarro za Španjolsku, a 1523. biva pripojen Kraljevstvu Svetog Johna, koje je poslije potisnuto od strane otomanskih Turaka iz njihovih uporišta na otoku Rod. Kraljevstvo ga je držalo, uz neke poteškoće, do 1551. godine. kada je bilo prisiljeno da ga preda turskom admiralu Sinanu, i Tripoli otada postaje jedno od piratskih uporišta koja su držala u strahu obale kršćanskih zemalja.
Godine 1714. vladajući paša Ahmed Karamanli preuzeo je titulu bega i izborio jednu vrstu djelomične nezavisnosti od sultana. Ovakav slijed događaja je nastavljen i za vrijeme vladavine njegovih potomaka, a sve to povezano s drskim gusarenjem i različitim ucjenama, sve do 1835. kada je Otomansko Carstvo (Porta) ponovo preuzelo unutarnje stvari i postavilo svog namjesnika. Novi turski paša, s ograničenim ovlastima, je bio razočaran, i na kraju je država od od te oblasti uspostavila vilajet.

### Tripolitanski rat
Početkom 19. stoljeća kraljevstvo Tripolija je zbog svog gusarenja dva puta ratovalo sa Sjedinjenim Američkim Državama. 
U svibnju 1801. godine paša je zahtijevao od Sjedinjenih Država da uvećaju danak koji su plaćale od 1796. za zaštitu njihovih trgovaca, na 83.000 USD. Zahtjev je bio odbijen, i pomorske snage su bile poslane iz Sjedinjenih Država da blokiraju Tripoli. Rat je potrajao četiri godine. Amerikanci 1803. gube fregatu Philadelphia, zapovjednika (kapetana Williama Bainbridgea), a cijela posada biva zarobljena.
Najslikovitiji incident u ratu dogodio se kada je William Eaton poveo ekspediciju s ciljem da svrgne pašu i zamijeni ga njegovim starijim bratom koji je živio u egzilu, i koji je obećao da će u slučaju da dođe na vlast ispuniti sve zahtjeve Sjedinjenih Država. Eaton je na čelu raznovrsnog skupa od 500 ljudi marširao pustinjom sve od Aleksandrije i, uz pomoć američkih brodova, uspio zauzeti Dernu. Ubrzo zatim (3. lipnja 1805.) mir je bio zaključen, paša je odustao od svojih zahtjeva, ali je dobio 60.000$ na ime otkupa za zarobljene Amerikance. 
Godine 1815. uzimajući ranije uvrede kao razlog, kapetani Bainbridge i Stephen Decatur, na čelu američke eskadre, ponovo su posjetili Tripoli i prisilili pašu da se povinuje američkim zahtjevima.

### Prevlast Turske
Godine 1835. Osmanlije su nadvladale u lokalnom građanskom ratu i uspjeli ponovo uspostaviti svoju prevlast. Poslije tog datuma Tripoli je bio pod neposrednom vlašću Porte. Ustanci 1842. i 1844. godine završili su neuspjehom.
Nakon francuske okupacije Tunisa (1881.), Turci su uspostavili veliki garnizon u Tripoliju.

### Talijanski i engleski period do nezavisnosti
Italija je dugo smatrala da Tripoli leži unutar njene zone utjecaja, i da ima pravo da osigura red u državi. Pod izgovorom zaštite svojih građana u Tripoliju od turske vlade, Italija je 29. rujna 1911. objavila rat Turskoj kao i svoju namjeru da aneksira Tripoli. Dana 1. listopada 1911. u bitci kod Prevese, u europskom dijelu Turske, tri turska broda su uništena. Nakon toga sklopljen je ugovor u Lausanni, Turska je priznala talijanski suverenitet nad teritorijem Tripolija, dok je kalifu bilo dozvoljeno da bude vrhovni religijski autoritet.
Tripoli je bio pod kontrolom Italije sve do 1943. kada su ga okupirale britanske snage koje su ga držale do nezavisnosti Libije 1951. godine.

## Športski klubovi u Tripoliju
- Al Ahly (Tripoli)
- Al Ittihad (Tripoli)
- Al Madina (Tripoli)
- Al Shat (Tripoli)
- Al Tersana (Tripoli)
- Al Wahda (Tripoli)

## Gradovi prijatelji
- Alžir, Alžir
- Sarajevo, Bosna i Hercegovina (od 1976.)
- Belo Horizonte, Brazil (od 2003.)
- Beirut, Libanon
- Madrid, Španjolska
- Izmir, Turska